# 托梅

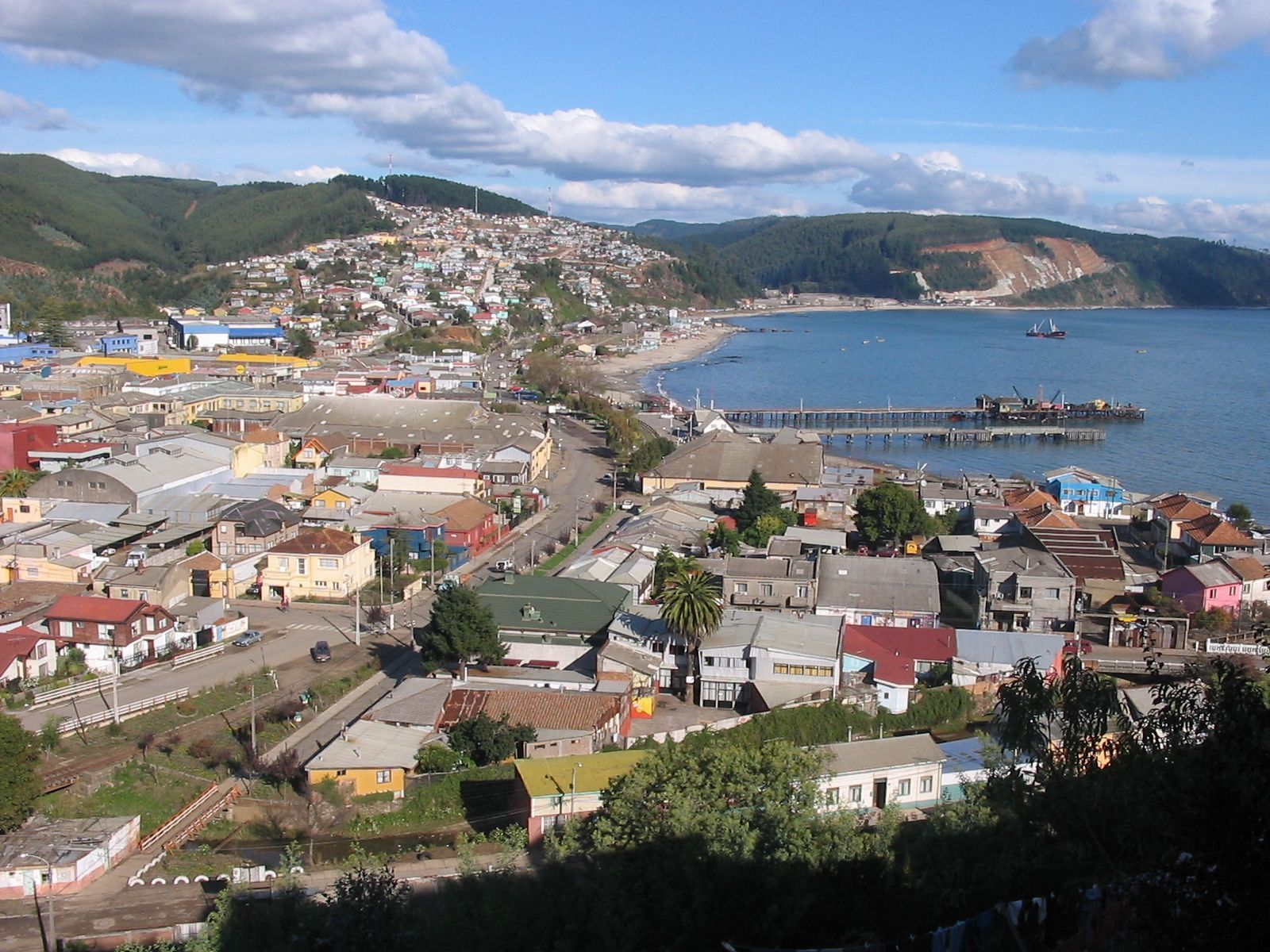

托梅（西班牙語：Tomé）是智利的城市，位於該國中部，由比奧比奧大區的康賽普西翁省負責管轄，始建於1544年，面積494平方公里，2002年人口52,440，人口密度每平方公里106.2人。

## 外部連結
- （西班牙文） Municipality of Tomé